# イツハク・ラビン
イツハク・ラビン（ヘブライ語: יִצְחָק רַבִּין [jitsˈχak ʁaˈbin],Yitzhak Rabin  発音, 1922年3月1日 - 1995年11月4日）は、イスラエルの政治家、軍人。
参謀総長（第7代）。首相（第6・11代）、イスラエル労働党党首（第3・5代）を歴任。

## 人物・来歴

### 生い立ち
1922年3月1日、イギリス委任統治領パレスチナ・エルサレムに生まれた。1歳の時、彼の一家はテルアビブに引っ越し、そこで育った。父親はロシアから移民してきた電気工であり、また英国からの独立を目指すグループ「ハガナー」のメンバーだった。彼はそんな民兵グループに属する父親の血を受け継いでいた。
1937年、2年制のカドリー農業高校に入学した。彼は多くの農業関連の科目で優れていたが、敵の言語である英語を勉強することを嫌った。彼は治水技術者を目指していたが、パレスチナ独立戦争が悪化すると軍事への関心を高めていった。そして、第二次世界大戦が始まると学校は閉鎖され、彼は独立に向けた動きを始めたハガナーの突撃隊に入隊し、軍人の道を歩み始めた。

### 軍歴

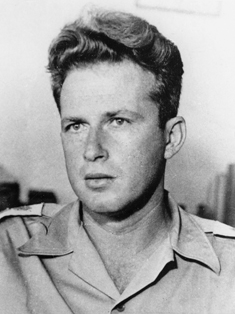
軍人時代のラビン（1948年）

陸軍士官学校卒業。1941年には、ユダヤ人民兵組織ハガナーの戦闘部門パルマッハに参加する。第一次中東戦争においては、エルサレム防衛の指揮を取り、ヨルダン軍(アラブ軍団)やアラブ聖戦軍と交戦した。1962年には、イスラエル国防軍の参謀総長となり、その指揮により第三次中東戦争（6日戦争）においては、エジプト、ヨルダン、シリアに勝利した。

### 政界

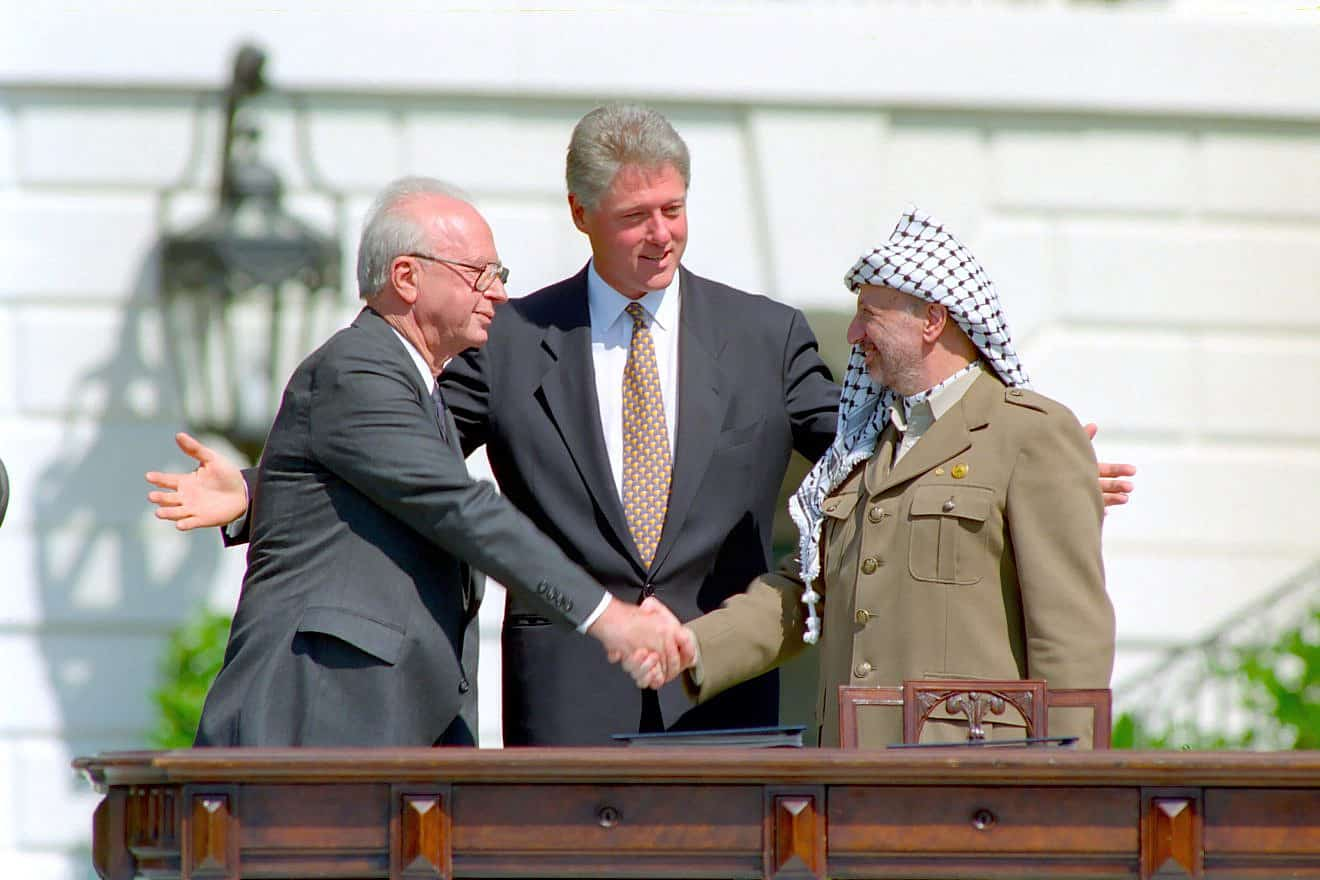
和平合意に調印後握手をするラビンとアラファト（中央はビル・クリントン）

イスラエル国防軍退役後は外交官となり、1968年から駐アメリカ合衆国特命全権大使を務めている。1973年にはイスラエル労働党より出馬し当選、イスラエル国会議員・労働大臣となる。
1974年に労働党党首となりゴルダ・メイアの跡を継いでイスラエルの首相となった。1976年に起こったエンテベ空港奇襲作戦は、ラビンの最初の任期で最も劇的な出来事であった。彼の命令で、IDFは、パレスチナ解放人民戦線のワディ・ハダド派と革命細胞（RZ）に所属する過激派に乗っ取られた旅客機の乗客を救助するために、長距離の覆面襲撃を行った。この作戦は一般的に大成功と見なされ、その壮大な性格により、多くの継続的なコメントと研究の対象となった。
1977年に首相を辞任。
ラビンは1984年から1990年まで国防相を務め、その間に体験したパレスチナ人の抵抗（第1次インティファーダ）に衝撃を受ける。
1992年に再度、首相に就任する。1993年7月25日、ヒズボラがイスラエル北部にロケット弾を発射した後、ラビンはレバノンでの1週間にわたる軍事作戦を承認した。1993年にオスロ合意に調印し1994年にはヨルダンとの平和条約に調印した。ラビンのこの功績によりヤーセル・アラファト、シモン・ペレスと共にノーベル平和賞を受賞した。
オスロ合意の発表後、イスラエル国内では合意に反対する多くの抗議デモが行われた。これらの抗議が長引くにつれて、ラビンは、彼がクネセトに過半数を持っている限り、彼は抗議と抗議者を無視するだろうと主張した。

### 暗殺

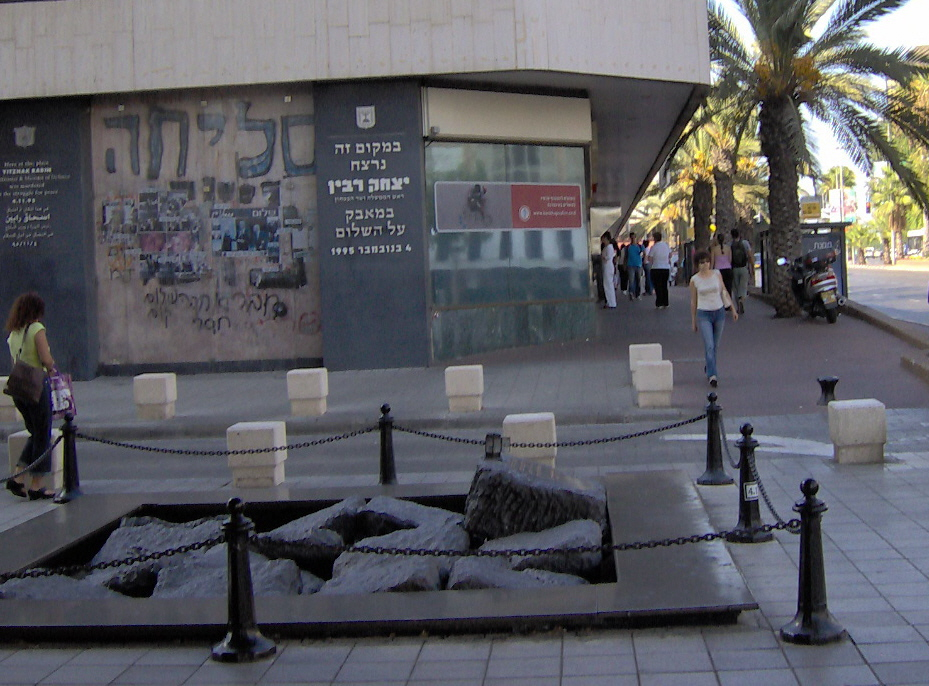
ラビンの暗殺現場（イブン・ガビーロールストリート）

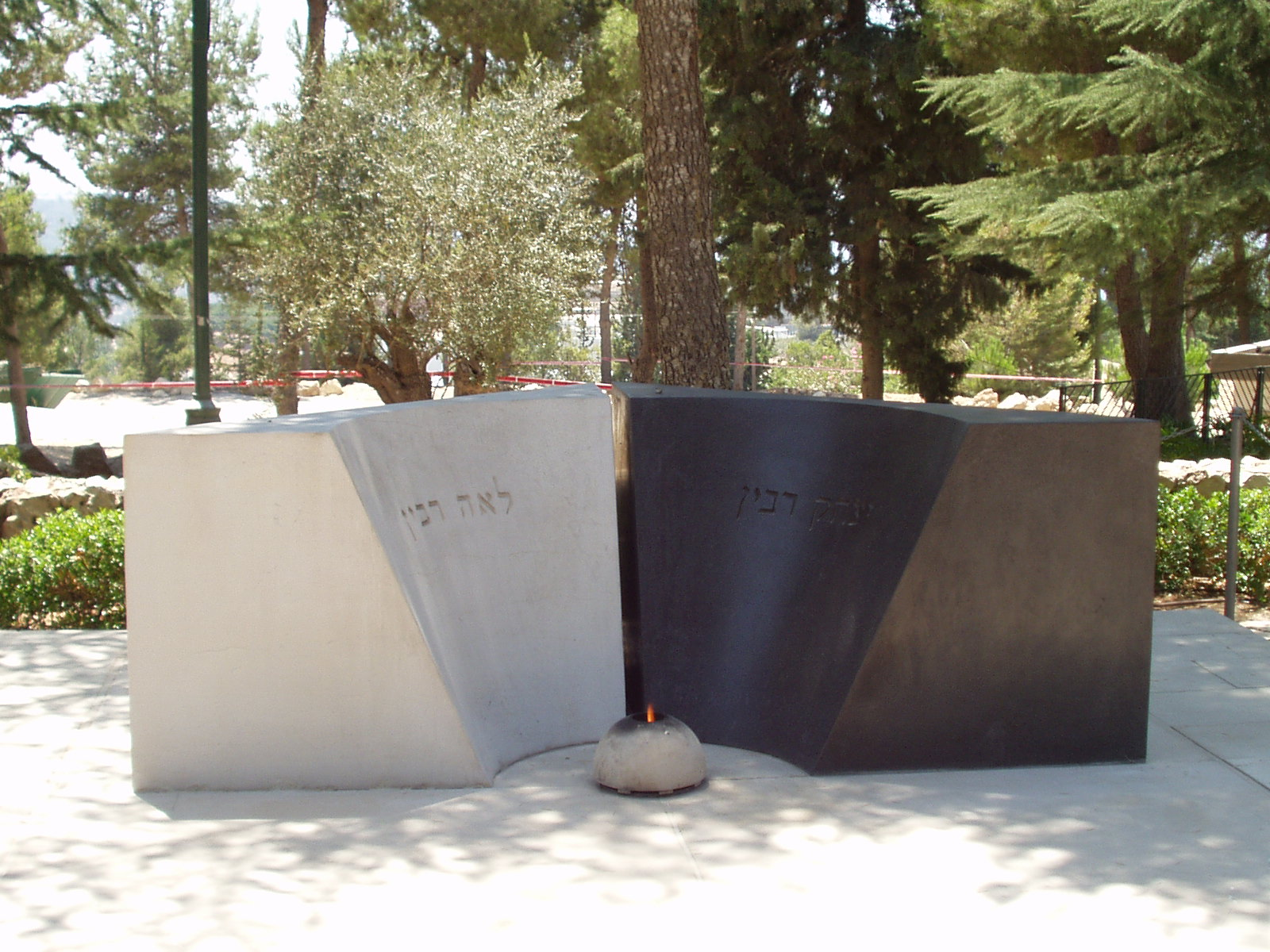
ラビンの墓

1995年11月4日、テルアビブで催された平和集会に出席した際、和平反対派のユダヤ人青年イガール・アミルから至近距離より銃撃され、死亡した。73歳没。
ラビンの暗殺は、イスラエル国民と世界の他の多くの人々に大きな衝撃を与えた。何十万人ものイスラエル国民が、ラビンの死を悼むために暗殺された広場に押し寄せた。特に若者は、記念のろうそくに火を灯し、平和の歌を歌いながら、たくさんの人が集まった。
11月6日に行われたラビンの葬儀には、アメリカのビル・クリントン大統領、オーストラリアのポール・キーティング首相、エジプトのホスニー・ムバーラク大統領、ヨルダンのフセイン国王など、世界の約80人の指導者が出席した。遺体はヘルツルの丘に埋葬された。
この暗殺により ユダヤ人民族間の和平への道は断絶され、その後イスラエル内の言論は右傾化の流れを強めることとなった。